# Canary Club
Canary Club (キャナァーリ倶楽部, Kyanārikurabu) är en J-pop-grupp som produceras av Space Craft Group. Gruppen var tidigare producerad av TNX och publicerade av Good Factory Record som en del av NICE GIRL Project, där gruppen var delad i två grupper: CAN'S and A~rias. Medlemmarna i gruppen använder speciella smeknamn baserade på deras riktiga namn och de nämns i deras personliga introduktioner.

## Medlemmar
Nuvarande medlemmar
- Takada Ayumi (高田あゆみ)
- Ooura Ikuko (大浦育子)
- Niwa Mikiho (丹羽未来帆)
- Ogawa Mana (小川真奈)
- Mochida Chihira (持田千妃来)

Tidigare medlemmar
- Sugiura Riho (杉浦里穂, 2007-2009)
- Hashiguchi Erina (橋口恵莉奈, 2007-2009)
- Uchida Yuma (内田由麻, 2007-2010)
- Okada Reiko (岡田怜子, 2007-2011)
- Matsui Yurie (松井友里絵, 2007-2011)

## Diskografi

### Album
- 17 oktober 2007 - ① Kanari Canary (①かなりキャナァーリ)
- 26 augusti 2009 - ② Eejanaika (②エエジャナイカ)

### Singlar
- 3 maj 2007 - SWEET & TOUGHNESS (スイート＆タフネス)
- 25 juli 2007 - Seishun Banzai! (青春万歳！)
- 1 januari 2008 - FAITH! (フェイス)
- 9 april 2008 - Nishiki Kazare (ニシキカザレ)
- 16 juli 2008 - Hitomi ga Kirakirara (瞳がキラキララ)
- 4 augusti 2010 - Daisukki! (ダイスッキ！)